# 韓駿傑

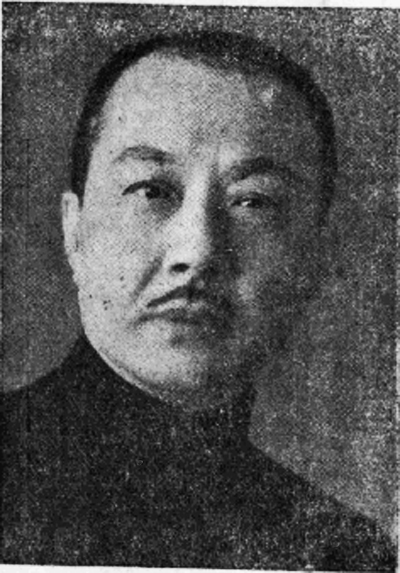
韓駿傑（『中国当代名人伝』）

韓 駿傑（かん しゅんけつ、繁体字: 韓駿傑; 簡体字: 韩骏杰; 拼音: Hán Jùnjié; ウェード式: Han Chün-chie、1894年（清光緒20年） - 1976年（民国65年）2月9日）は、中華民国（台湾）の政治家・司法官。別名は俊傑。号は致千。祖籍は直隷省永平府昌黎県だが、吉林将軍管轄区白都納副都統管轄区に生まれる。

## 事績
吉林省立墾殖大学予科、吉林法政専門学堂法律本科で学ぶ。学堂在学中の1913年（民国2年）、国民党に加入した。1917年（民国6年）に卒業し、吉林省会警察庁で司法・行政関連の任務に就く。1921年（民国10年）、第3期吉林省議会議員に当選した。1925年（民国14年）夏、国民軍の将軍である甘粛督軍劉郁芬の下で中校軍法官、定西県長、皋蘭県長、省審判庁長を歴任する。1927年（民国16年）6月、省政府委員兼司法庁庁長に昇進し、後に甘粛省高等法院院長に移った。このほか中国国民党蘭州市党部執行委員も務め、1931年（民国20年）冬まで甘粛省で活動している。
1932年（民国21年）、韓駿傑は国民政府軍事委員会参議、豫鄂皖三省剿匪総司令部少将参議に任命される。1935年（民国24年）4月、河南省第9区行政督察専員兼保安司令に起用された。翌年、軍事委員会中将参議へ移り、さらに冀察政務委員会顧問に任ぜられて北平・天津に赴任している。この任務の間、日本へ赴いてスパイ活動も展開した。1937年（民国26年）、日中戦争（抗日戦争）が勃発すると、変装して北平・天津から脱出している。
1938年（民国27年）10月、韓駿傑は監察院監察委員に起用され、軍事委員会第2・第3・第5巡察団で任務に就いている。1945年（民国34年）9月、黒竜江省政府主席に抜擢されたが、翌年3月には早くも黒竜江省から逃走し、現地で実際に任を果たすことはできなかった。1947年（民国36年）10月、国民政府主席東北行轅政務委員会委員となる。国共内戦で国民党の敗北が決まった頃に台湾に逃れた。
台湾では1950年（民国39年）12月に行政院設計委員会委員に任命される。1952年（民国41年）3月、司法院大法官に起用され、翌月には司法院法規委員会顧問も兼任した。1954年（民国43年）10月、光復大陸設計研究委員会委員も兼任し、1958年（民国47年）に任期満了で大法官の地位を退いている。1976年（民国65年）2月9日、台北市で病没。享年83。

## 注
1. 1 2 3  徐主編（2007）、2663頁。
2. ↑  劉国銘主編（2005）、2270頁。
3. ↑  徐主編（2007）、2663-2664頁。

## 著作
- 『西北游記』
- 『青海漫談』
- 『萬壽山後被俘記』